# В края на ноември
„В края на ноември“ (на шведски: Sent I november) е осмата от поредицата книги за муминтроли на финландската писателка Туве Янсон. Това е единствената книга, в която отсъства муминското семейство – главни герои в поредицата. За първи път книгата е публикувана през 1970 г. След тази книга, Янсон споделя по-късно, че „не е можела да се върне и да открие отново онази щастлива Муминска долина“ и затова е решила да спре да пише за муминтролите.

## Сюжет
Снусмумрик, хомсчето Тофт, Филифьонката, Мюмлата, Старчето и Хемулът пристигат в Муминската долина да посетят симпатичното муминско семейство. Зимата наближава и те са привлечени от спомена за винаги топлия гостоприемен дом на мумините. Но кой знае защо, домакините ги няма. Гостите се настаняват в празната къща. Твърде различни един от друг – саможиви, странни, неудовлетворени или твърде нервни, те постепенно преодоляват заедно отчуждението.
Щастливата Муминска долина от ранните произведения за муминтролите е силно променена в тази последна книга от поредицата. „В края на ноември“ има сериозно и меланхолично звучене; разглежданата проблематика е по-скоро от света на възрастните. Книгата носи послания и за малки, и за пораснали читатели.